# Ls
Na linha de comando do sistema operacional Unix, o ls (derivado das primeiras consoantes da palavra inglesa list) é um comando usado para listar arquivos e diretórios. Sua função é análoga ao comando dir do MS-DOS.
ls possui chaves que afetam os arquivos que são listados, inclusive o nível do detalhamento, a sua ordem bem como o número de colunas. A maior parte das distribuições Linux, determina padrões para o comando ls. O sistema Red Hat, tem as chaves -q e -F habilitadas como padrão. De acordo com a visão de escrita de scripts, não é seguro utilizar o comando ls em um script sem detalhar as chaves adequadas, pois não se pode ter certeza de quais padrões uma determinada distribuição utiliza.
O ls oculta os arquivos que começam com um ponto (.). Esse é o padrão Linux para arquivos de configuração, arquivos de históricos e de outros tipos dos quais um usuário não estariam interessados em ver. Para visualizar é necessário o uso da chave -A de all e -a (absolutely all) para mostrar os arquivos que começam com um ou dois pontos (..).
Os nomes dos arquivos podem ser exibidos em cores para mostrar qual tipo de arquivos eles são. As cores são determinadas em um arquivo /etc/DIR_COLORS. É também possível personalizar eles utilizando .dir_colors  no próprio diretório do usuário. O seu formato é descrito em /etc/DIR_COLORS.
Para não mostrar as cores os arquivos e usar símbolos no lugar delas, deve ser utilizado as chaves -color e -classify ou (-F). Na maioria das distribuições Linux, esse tipo de função pode ser habilitado usando o comando aliases.
Os símbolos -classify são diretórios (/), programas (*), ligações simbólicas (@), redirecionamentos (|) e os arquivos de socket de domínio Unix (=). Esses símbolos não fazem parte do nome - são dicas sobre o tipo do arquivo. Uma outra chave relevante é o -hide-control-charts ou o -q Os nomes dos arquivos podem ter qualquer caractere, incluindo o caractere de controle. Também podem criar um nome de arquivo com caracteres ocultos. Nessa ocasião, não é permitido  apagar ou renomeá-lo, ao menos que saiba quais são os caracteres ocultos. Ao contrário do que o nome do comando diz, ele mostra os caracteres não imprimíveis no nome do arquivo como pontos de interrogação, transformando visíveis suas localizações.

## Sintaxe
```
ls <opções>... <lista de arquivos ou diretórios>...

```

## Opções
O comando ls possui inumeras opções, de entre elas as mais comuns são:
```
* -a, --all                  não esconde ficheiros começados por .
* -A, --almost-all           não mostra os ficheiros implicitos . e ..
* -d, --directory            lista os nomes dos directorios em vez do seu conteudo
* -l                         usa o formato lista longa (com mais detalhes)
* -full                      usa o formato lista longa (com mais detalhes) e sem esconder os ficheiros começados por .
* -t                         ordena por data
* -r                         inverte a ordem
```

## Exemplo de listagem
Este exemplo foi tirado de uma máquina Linux (com Mandrake 10.1):
```
[root@linux /]# 
ls

bin/   dev/  home/    lib/  opt/   root/  sys/  usr/

boot/  etc/  initrd/  mnt/  proc/  sbin/  tmp/  var/  

[root@linux /]# 
ls
 
-a

./   .autofsck  boot/  etc/   initrd/  mnt/  proc/  root/  sys/  usr/

../  bin/       dev/   home/  lib/     opt/  .rnd   sbin/  tmp/  var/

[root@linux /]# 
ls
 
-A

.autofsck  boot/  etc/   initrd/  mnt/  proc/  root/  sys/  usr/

bin/       dev/   home/  lib/     opt/  .rnd   sbin/  tmp/  var/

[root@linux /]# 
ls
 
-l

total 52

drwxr-xr-x   2 root root 4096 Dez 30  2004 bin/

drwxr-xr-x   3 root root 4096 Jan 10  2005 boot/

drwxr-xr-x  16 root root 3420 Jan 10  2005 dev/

drwxr-xr-x  61 root root 4096 Jan 15  2005 etc/

drwxr-xr-x   3 root root 4096 Dez 30  2004 home/

drwxr-xr-x   2 root root 4096 Dez 30  2004 initrd/

drwxr-xr-x  13 root root 4096 Jan 10  2005 lib/

drwxr-xr-x   4 root root 4096 Jan  5  2004 mnt/

drwxr-xr-x   2 root root 4096 Jan  5  2004 opt/

dr-xr-xr-x  70 root root    0 Jan 10  2005 proc/

drwx------   8 root root 4096 Jan  5  2005 root/

drwxr-xr-x   2 root root 4096 Jan  5  2005 sbin/

drwxr-xr-x   9 root root    0 Jan 10  2005 sys/

drwxrwxrwt   5 root root 4096 Dez  2 07:11 tmp/

drwxr-xr-x  12 root root 4096 Dez 30  2004 usr/

drwxr-xr-x  20 root root 4096 Dez 30  2004 var/

```

Nos sistemas Unix, as opções podem ser agrupadas, usando várias em conjunto
```
[root@linux /]# 
ls
 
-la

total 64

drwxr-xr-x  18 root root 4096 Jan 10  2005 ./

drwxr-xr-x  18 root root 4096 Jan 10  2005 ../

-rw-r--r--   1 root root    0 Jan 10  2005 .autofsck

drwxr-xr-x   2 root root 4096 Dez 30  2004 bin/

drwxr-xr-x   3 root root 4096 Jan 10  2005 boot/

drwxr-xr-x  16 root root 3420 Jan 10  2005 dev/

drwxr-xr-x  61 root root 4096 Jan 15  2005 etc/

drwxr-xr-x   3 root root 4096 Dez 30  2004 home/

drwxr-xr-x   2 root root 4096 Dez 30  2004 initrd/

drwxr-xr-x  13 root root 4096 Jan 10  2005 lib/

drwxr-xr-x   4 root root 4096 Jan  5  2004 mnt/

drwxr-xr-x   2 root root 4096 Jan  5  2004 opt/

dr-xr-xr-x  73 root root    0 Jan 10  2005 proc/

-rw-------   1 root root 1024 Dez 30  2004 .rnd

drwx------   8 root root 4096 Jan  5  2005 root/

drwxr-xr-x   2 root root 4096 Jan  5  2005 sbin/

drwxr-xr-x   9 root root    0 Jan 10  2005 sys/

drwxrwxrwt   5 root root 4096 Dez  2 07:11 tmp/

drwxr-xr-x  12 root root 4096 Dez 30  2004 usr/

drwxr-xr-x  20 root root 4096 Dez 30  2004 var/

```

- Wikilivros